# 松河低線鱲
松河低線鱲（学名：Barilius dimorphicus）为輻鰭魚綱鯉形目鲤科的一個種，被IUCN列為次級保育類動物，分布於亞洲印度，體長可達18.5公分，棲息在礫石底質的溪流。

## 扩展阅读
維基物種上的相關：松河低線鱲